# Dom Szerszyńskich w Radomiu
Kamienica przy ul. Żeromskiego 44 w Radomiu – zabytkowa eklektyczna kamienica z początku XX w., położona w Radomiu na rogu ul. Żeromskiego 44 i ul. Moniuszki.
Kamienica w stylu eklektycznym została wybudowana w 1910. Posiada ciekawe zdobienia sztukatorskie i odlewnicze (balkony). W dwudziestoleciu międzywojennym mieściła się w niej kawiarnia i restauracja „Udziałowa”, zaś po wojnie przez wiele lat „Delikatesy”. Obecnie po "Delikatesach" mieści się zarówno na parterze, jak i na piętrze dwupiętrowa kawiarnio-lodziarnia BOSKO - lody naturalne. Kamienica wpisana jest do rejestru zabytków Narodowego Instytutu Dziedzictwa pod numerem 16/A/79 z 15.10.1979.